# Bernard Pyne Grenfell
Pour les articles homonymes, voir Grenfell.
Bernard Pyne Grenfell, né le  16 décembre 1869 à Birmingham et mort le 18 mai 1926, est un papyrologue et égyptologue anglais, membre du Queen's College d'Oxford.
Avec son ami et collègue, Arthur Surridge Hunt, il participe aux fouilles archéologiques du site d'Oxyrhynque. Il y découvre des « logia » (paroles de Jésus), le papyrus Revenue Laws (règlements fiscaux sous le règne de Ptolémée II Philadelphe) ou en 1897 le Papyrus Oxyrhynchus 293.
En 1908, il devient professeur en papyrologie à Oxford et participe à l'édition des papyri d'Oxyrhynque, la première édition des Papyrus Revenue Laws et d'autres travaux similaires.